# La follia della metropoli
La follia della metropoli (American Madness) è un film del 1932, diretto da Frank Capra e (non accreditati) Allan Dwan e Roy William Neill.

## Trama
Thomas Dickson, presidente dell'Union National Bank, viene diffidato dal consiglio di amministrazione che non approva la sua politica troppo generosa di prestiti che, secondo Dickson, porterebbe con una maggiore circolazione del denaro a combattere la depressione. Durante la riunione del consiglio, il gangster Dude Finlay, minacciando Cluett, il capo cassiere, ottiene che lui gli lasci aperta la cassaforte così da poter fare un colpo in banca durante la chiusura. Prima di andarsene, Finlay suggerisce a Cluett di trovarsi un alibi e, così, quando in banca giunge Phyllis, la moglie di Dickson, Cluett la invita a cena. Lei dapprima rifiuta, poi, però, accetta quando si accorge che il marito, che la trascura sempre per il lavoro, quella sera si è dimenticato anche dell'anniversario del loro matrimonio. Matt Brown, che ha notato le manovre di Cluett, si reca a casa del cassiere dove trova Phyllis. La donna acconsente ad andarsene con lui mentre, nel frattempo, la banda di Finlay penetra nella banca. Durante la rapina, però, viene uccisa una guardia.
Il giorno dopo, Matt, che era responsabile della chiusura della cassaforte, viene arrestato. Per non compromettere Phyllis e non rovinarle la reputazione, mente alla polizia dicendo che all'ora della rapina lui si trovava a casa sua. Per lui le cose si mettono male. Ma anche per Dickson e per la banca non vanno granché bene: la notizia della rapina mette in agitazione i risparmiatori. Dickson, per evitare il fallimento, chiede aiuto agli amministratori ma gli viene chiesto in cambio di dimettersi. Intanto, la polizia scopre il coinvolgimento di Cluett nella rapina e Matt viene prosciolto da ogni accusa. Dickson, venuto a conoscenza del tradimento della moglie che si somma alla precaria situazione in cui si trova la banca, medita il suicidio. Matt e la fidanzata Helen riescono a salvare l'istituto chiedendo aiuto ai clienti della banca che, fino a quel momento, hanno beneficiato della fiducia e dei prestiti di Dickson e che adesso contribuiscono a salvarla con nuovi depositi. Gli amministratori decidono allora di sostenere l'iniziativa e coprono il disavanzo. Ben presto, la situazione si normalizza: Helen e Matt si sposano e Dickson si riconcilia con la moglie facendo con lei una seconda luna di miele.

## Produzione
Il film fu prodotto dalla Columbia Pictures (A Frank Capra Production).

## Distribuzione
Distribuito dalla Columbia Pictures, il film fu presentato in prima a New York il 4 agosto 1932, uscendo poi nelle sale USA il 15 agosto.